# John Wilson
John Wilson (17 de novembro de 1876 — 24 de novembro de 1957) foi um ciclista escocês que competiu nos Jogos Olímpicos de 1912.
Em Estocolmo 1912, Wilson fez parte da equipe escocesa que terminou na quarta posição no contrarrelógio por equipes. No contrarrelógio individual, foi o décimo sexto colocado.